# Cadurciella tritaeniata
Cadurciella tritaeniata là một loài ruồi trong họ Tachinidae.